# هیپ هاپ هاردکور
هاردکور هیپ هاپ (به انگلیسی: Hardcore Hip hop) یا هاردکور رپ (به انگلیسی: Hardcore Rap) ژانری از موسیقی هیپ هاپ است که در دهه ۱۹۸۰ میلادی بنیان‌گذاری شد. از اولین هنرمندان این سبک می‌توان از ران-دی.ام.سی نام برد.

## تاریخچه
ران-دی.ام.سی به عنوان اولین گروه هاردکور شناخته شده است.
در حالی که این سبک نوعی با سبک گنگستا رپ مرتبط است، ولی هاردکور کاملاً با گنگستا رپ مشابه نیست و تفاوت‌هایی نیز دارد. هاردکور هیپ هاپ بیشتر به پرخاشگری و دعوا می‌پردازد، در حالی که موضوع اصلی گنگستا رپ فقط پرخاشگری نیست و موضوعاتی چون در آن مطرح مواد مخدر و… هم هستند.